# Wachuszti Bagrationi

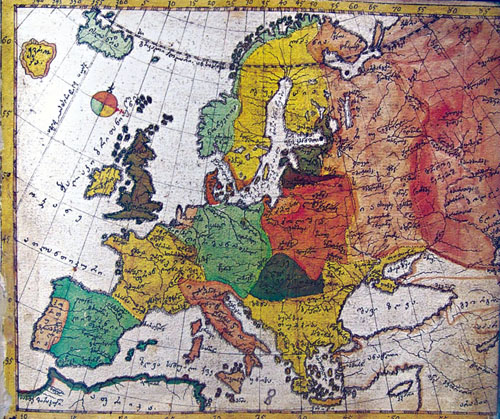
Mapa Europy, atlas Bagrationiego, 1752

Wachuszti Bagrationi (gruz. ვახუშტი ბატონიშვილი) (ur. 1696, zm. 1757) – gruziński geograf, kartograf i historyk, syn Wachtanga VI, autor Opisu Królestwa Gruzji i atlasu geograficznego, które w 2013 roku zostały wpisane na listę UNESCO Pamięć Świata. 

## Życiorys
Urodzony w 1696 roku jako nieślubny syn Wachtanga VI – króla Kartlii w latach 1711–1715 i 1719–1724. Po przegranej wojnie z Persją i Turcją, w 1724 roku Wachtang VI został zmuszony do opuszczenia Gruzji – udał się do Rosji wraz z dworem i rodziną, zabierając także Wachusztiego. Wachuszti mieszkał w Moskwie. 
W 1745 roku Wachuszti sporządził Opis Królestwa Gruzji a w 1752 roku atlas geograficzny, które w 2013 roku zostały wpisane na listę UNESCO Pamięć Świata. 

## Dzieła
- Aġc̣era Sameposa Sakartvelosa[4]